# Katedrála svatého Jiří (Ferrara)
Katedrála svatého Jiří (Basilica Cattedrale di San Giorgio) je římskokatolický chrám v severoitalském městě Ferrara, od roku 1959 s titulem basilica minor. Je katedrálou arcidiecéze Ferrara-Comacchio a největším chrámem města. Je zasvěcen sv. Jiří, který je také patronem Ferrary.
Katedrála je v centru města v bezprostřední blízkosti Palazzo Comunale, tj. radnice. Slavný hrad Castello Estense je také nedaleko. Katedrála je krytou chodbou spojena s arcibiskupským palácem. Románsko-gotická katedrála byla organizací UNESCO uznána jako součást světového dědictví v rámci historického centra Ferrary.

## Architektura a historie

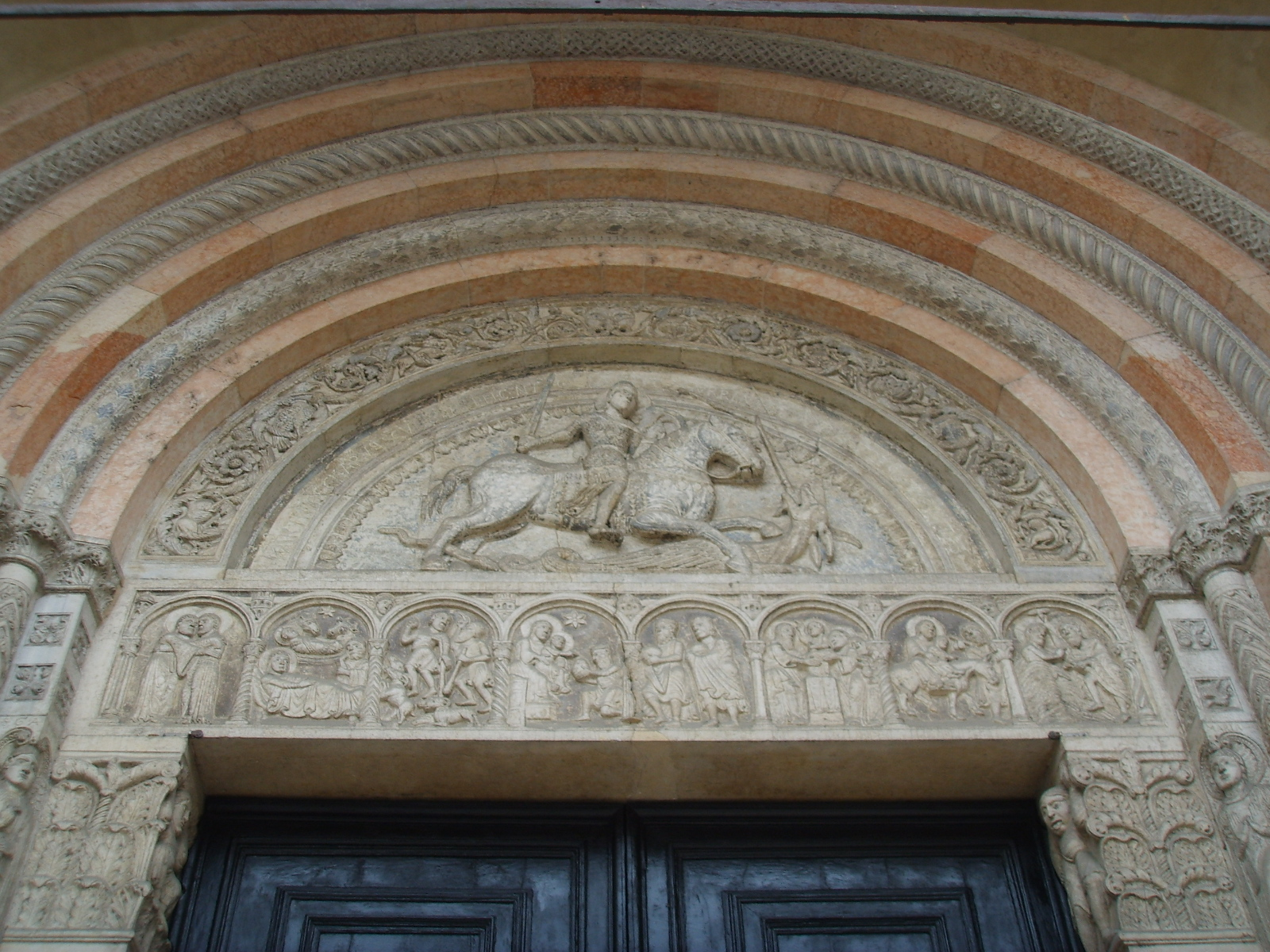
Luneta románského portalu se sv. Jiřím

Se stavbou katedrály ve 12. století se začalo, když se město rozrostlo na levém břehu řeky Pád a centrum města se posunulo na sever. Bývalá katedrála, která už byla také zasvěcena sv. Jiří, dodnes existuje jako farní kostel na pravém břehu řeky před městskými hradbami. Postavení nové katedrály začil v roce 1135, o čemž svědčí nápis v atriu kostela. Hlavní oltář byl vysvěceny 8. května 1177, tehdy románský chór dodělaný. Dnešní chór je renesansový od XV století.

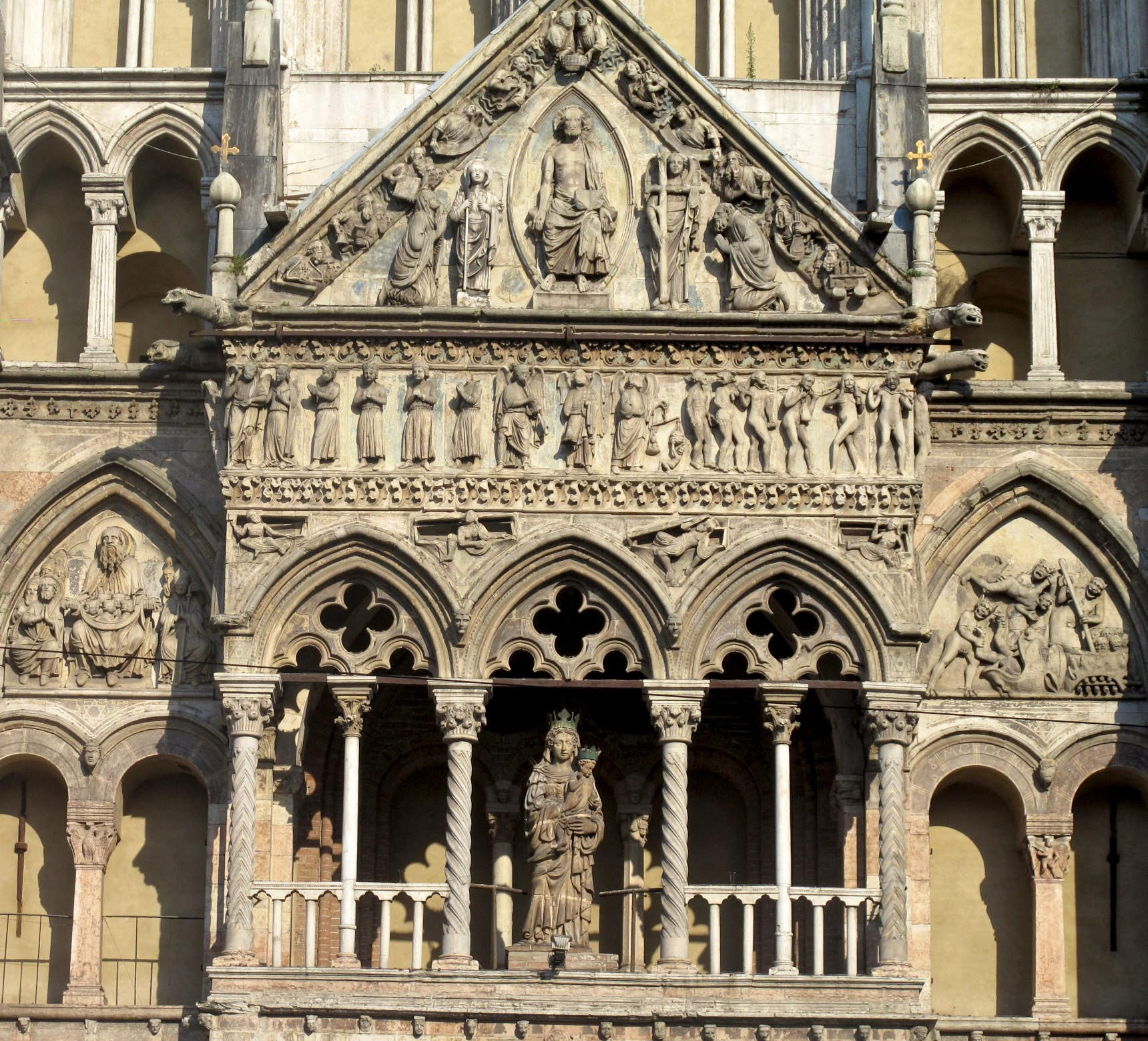
Gotická lodžie nad portalem

Katedrála byla původně navržena a zahájena v románském stylu, viditelný v dolné zóně fasady. Ale po různých dostavbách a přestavbách je směsí částí z velmi odlišných slohových období. Nádherná přední fasáda z bílého mramoru se třemi špicemi, arkádami a malými rozetami, sochami a četnými reliéfy patří. Galerie mají půlkruhové obloky a gotické hrotité obloky. Odlišvaji se od románskému stylu fasád katedrál v Modeně a v Parmě. Vstupní portál s nádhernými reliéfy, které vytvořil architekt Nicholos, pochází také z prvních dob stavby.
Uprostřed fasády nad vraty je románský předsíň na dvou sloupech nesených dvěma kamennými lvy. Luneta nad překladem hlavních vrat ukazuje sv. Jiří, jak bojuje s drakem. Na překladu se objevují výjevy z Kristova života. Vstupní sloupy jsou zdobeny postavami znázorňujícími Zvěstování a čtyřmi proroky, kteří předpovídají příchod Krista. Portál, stejně jako možná i další části budovy, postavil podle mezitím již zničeného nápisu sochař Nikolaus. Připisují se mu také dva postranní portály na západní fasádě, stejně jako další velký portál, který stál na jižní straně, ale při přestavbě v 18. století byl stržen. V katedrálním muzeu je vystaveno několik dochovaných soch, které ho zdobily, a řada dalších cenností.
Nad předsíně je gotická lodžie, budovana v roku 1250. V jeho horní části je zobrazen poslední soud od neznámého mistra. V lodžii pod ním je socha Madony s Ježíškem.

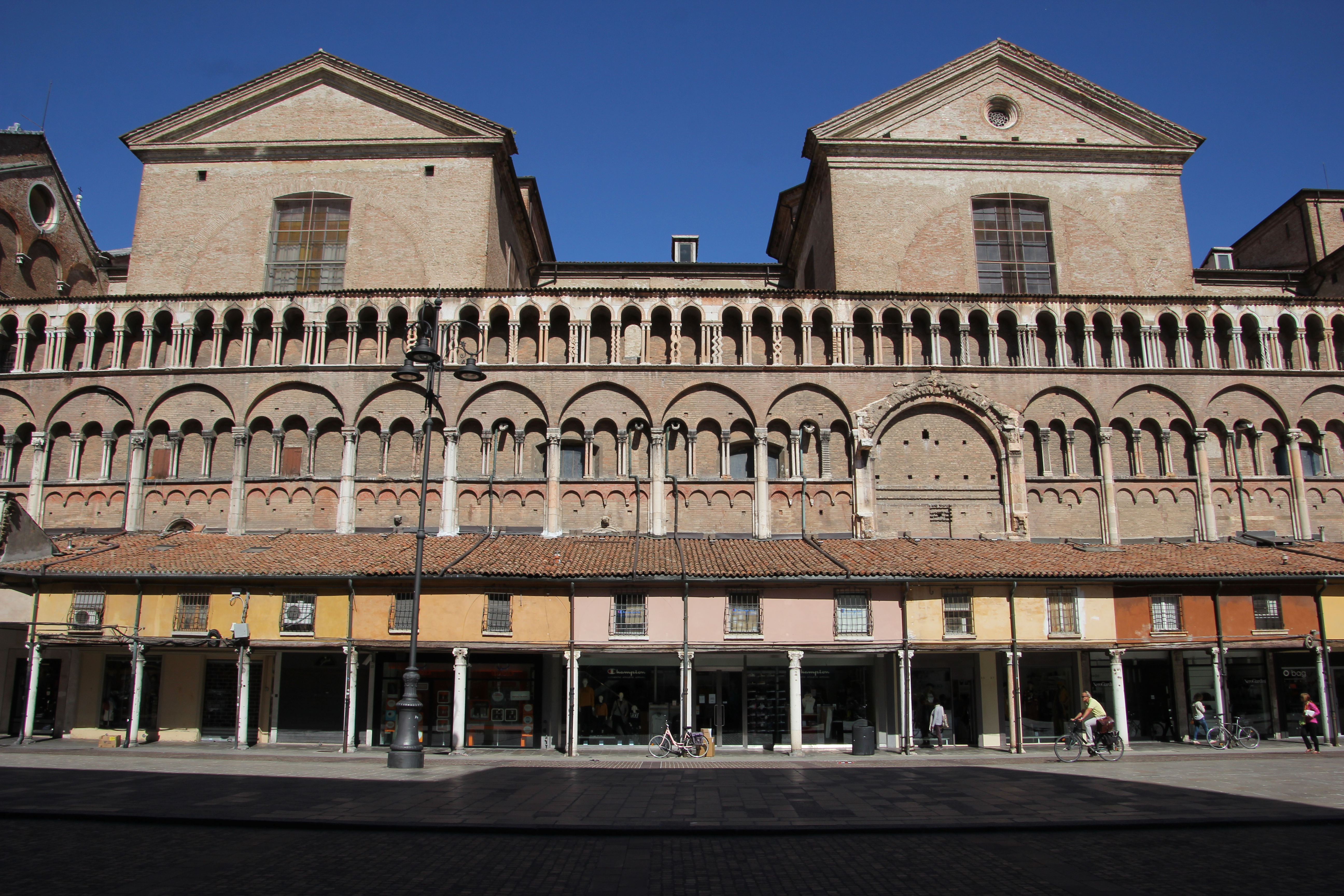
Jižní strana katedrály s Loggia dei Merciai

Podél jižní strany chrámu je také zvonice z bílého a růžového mramoru, která byla postavena v letech 1451 až 1493 v renesančním stylu, ale nebyla dokončena. Pravděpodobně ji navrhl Leon Battista Alberti.

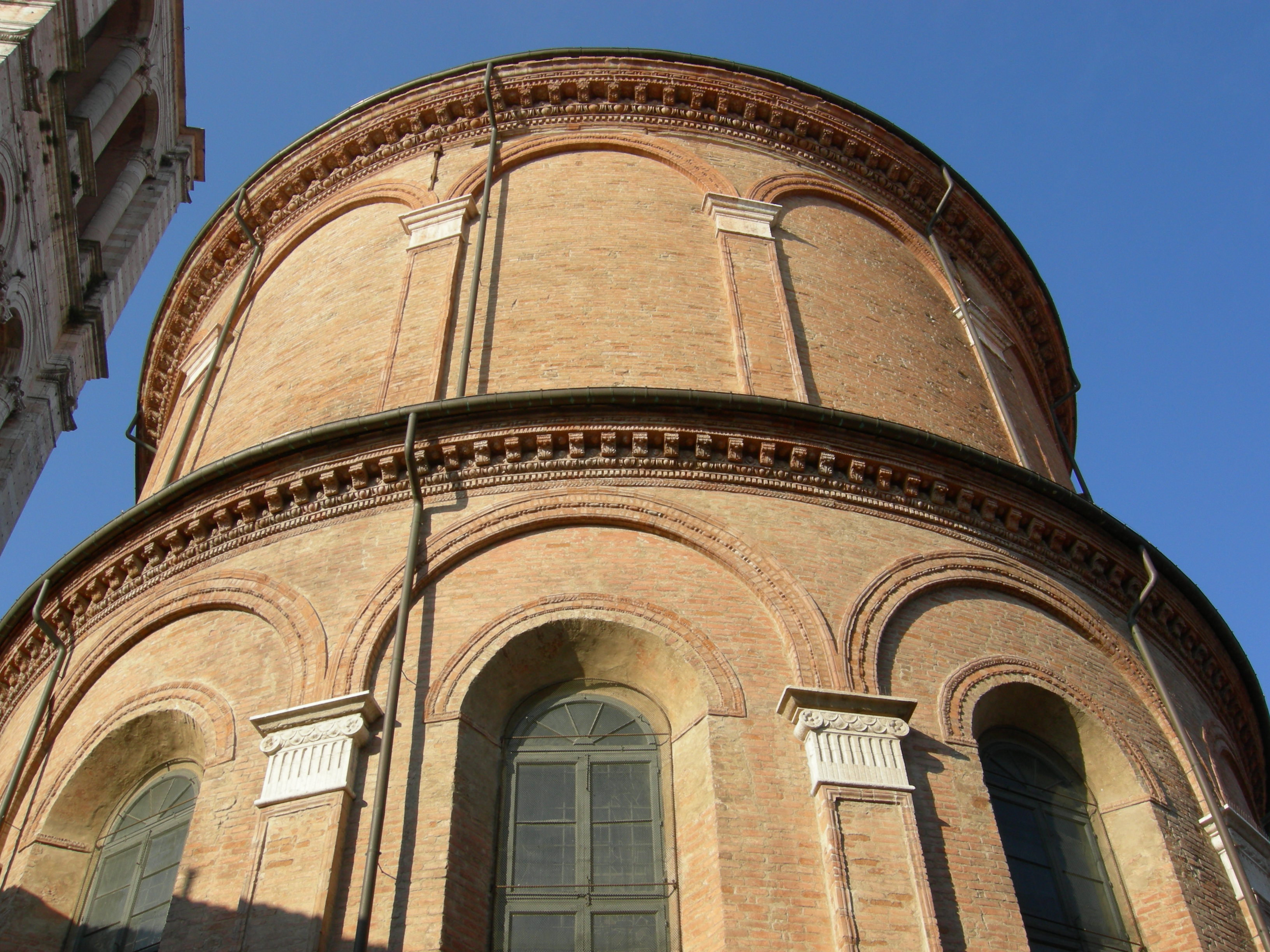
Renesansový chór

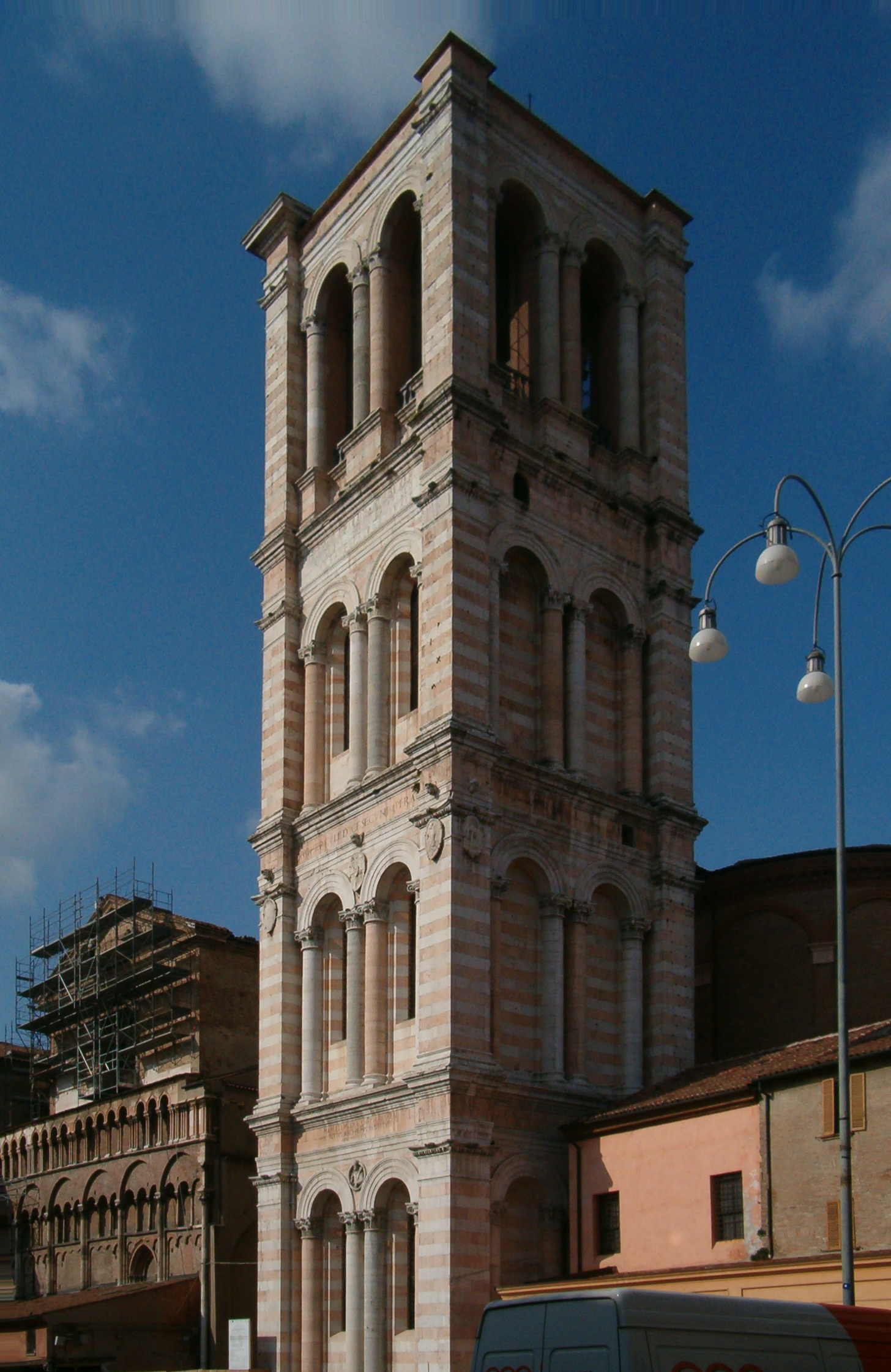
Zvonice

Na jižní straně katedrály je lodžie, tzv. Loggia dei Merciai, ve které byly již ve středověku krámky obchodníků. Nad ní jsou dvě řady oblouků, spočívajících na sloupcích. Exteriér apsidy s cihlovými oblouky a mramorovými hlavicemi je dílem architekta a urbanisty Biagia Rossettiho z Ferrary.

## Interiér
Interiér byl po požáru v 18. století rekonstruován v barokním stylu. Chrám je trojlodní. Jsou zde bronzové sochy Ukřižování od Baroncelliho a Sv. Jiří a sv. Maurelia od Alfaniho (15. stol.) a dále Guercinovo Umučení sv Vavřince ze 17. stol. V bočních kaplích je Trůnící Madona se světci od Garofala, Korunovace Panny Marie od Francii a Oslavená Panna Marie se sv. Barborou a Kateřinou od Bastianina, který také namaloval Poslední soud v chóru apsidy (1577-1581). Oltářní obraz Ukřižovaný Kristus se sv. Magdalenou namaloval Dosso Dossi.
Katedrální varhany mají 37 rejstříků, tři manuály a pedál. Traktury jsou mechanické. V katedrále je pohřben papež Urban III.